# Neriene aquilirostralis
Neriene aquilirostralis is een spinnensoort in de taxonomische indeling van de hangmatspinnen (Linyphiidae).
Het dier behoort tot het geslacht Neriene. De wetenschappelijke naam van de soort werd voor het eerst geldig gepubliceerd in 1989 door Jun Chen & Zhu.